# Partido Demócrata (Malta)
El Partido Demócrata (en maltés, Partit Demokratiku, PD) es un partido político maltés de centroizquierda.

## Historia

### Fundación
El Partido Demócrata fue fundado en 2016 por Marlene Farrugia, quien anteriormente se había desempeñado como diputada del Partido Laborista antes de abandonarlo y desempeñarse como diputada independiente. Al anunciar la formación del nuevo partido, en junio de 2016, Farrugia, como líder interino, declaró que el partido era una nueva alternativa a los partidos laboristas y nacionalistas tradicionalmente dominantes. El 21 de octubre de 2016, Farrugia fue elegida como primer líder del partido, en una junta general para confirmar al ejecutivo del mismo. El partido fue formalmente registrado en la Comisión Electoral en noviembre de 2016.

## Políticas
Las principales políticas propuestas por el PD incluyen:
- Evite que las personas sean perseguidas y despedidas de sus trabajos solo por sus ideologías políticas.
- Actualizar las instituciones y el gobierno a los estándares modernos.[4]
- La economía no dependería de la construcción, y estaría diversificada para alentar a los malteses a trabajar en nuevos campos.
- Convocatoria para el establecimiento de un registro de cabildero. El trabajo de los cabilderos sería influenciar el funcionamiento del país estratégicamente para su beneficio o el beneficio de aquellos a quienes representan. TEl partido cree que solo serán responsables ante sus empleadores, sus accionistas o los consumidores de negocios comerciales, y usará dinero o influencia para allanar su camino.[5]

## Elecciones

### Elecciones Generales de 2017
Farrugia declaró en enero de 2017 que el partido estaba "cerca" de llegar a un acuerdo con el opositor, el Nacionalista, donde las dos partes cooperarían contra el gobierno laborista, aunque no especificó si tal acuerdo sería una coalición formal. El 7 de abril de 2017, Farrugia confirmó en una entrevista con el Times of Malta que los candidatos por el PD serían incluidos como candidatos del Partido Nacionalista en las urnas para las elecciones generales. A pesar de llegar a un acuerdo sobre la postulación de candidatos bajo el mismo lema, las negociaciones formales de la coalición continuaron hasta el anuncio de un acuerdo formal el 28 de abril. Según el acuerdo, los candidatos del PD impugnaron las elecciones de 2017 con su afiliación partidaria catalogada como "tal-oranġjo" nacionalista (las naranjas) y cualquier candidato del PD elegido para el Parlamento habría sido parte de un gobierno dirigido por nacionalistas. Tanto Marlene Farrugia como Godfrey Farrugia fueron los únicos candidatos del Partido Demócrata elegidos en 2017, lo que los convierte en los primeros diputados electos de un partido desde 1962.

### Post-Elecciones de 2017
Marlene Farrugia renunció formalmente al liderazgo del Partido el 21 de agosto de 2017, como parte del proceso de darle a este una identidad distinta a la de ella. El 30 de octubre de 2017, Anthony Buttigieg fue declarado nuevo líder, con Marlene Farrugia y Godfrey Farrugia proporcionando continuidad parlamentaria en el ejecutivo. El 1 de diciembre de 2017, el PD fue admitido en el partido Alianza de Liberales y Demócratas por Europa.

## Consejo Ejecutivo del Partido
- Anthony Buttigieg – Líder
- Timothy Alden – Vicepresidente
- Godfrey Farrugia – Secretario General
- Carmel Asciak – Tesorero
- Marcus Lauri – Oficial de relaciones Públicas
- Catherine Farrugia –Coordinador de eventos y recaudación de fondos
- Marlene Farrugia – Miembro

## Resultados de las elecciones

### Elecciones Generales
| Elección | Líder            | Votos | %    | Escaños | Posición | Sector                                     |
| -------- | ---------------- | ----- | ---- | ------- | -------- | ------------------------------------------ |
| 2017     | Marlene Farrugia | 4846  | 1.6  | 2/67    | 3.º      | Oposición (en alianza electoral con el PN) |
| 2022     | Carmel Cacopardo | 4747  | 1.61 | 0/67    | 3.º      | Extraparlamentario                         |